# سومثينغ إن ذا واي
«سومثينغ إن ذا واي» هي أغنية لفرقة الروك الأمريكية نيرفانا، كتبها مغني وعازف غيتار الفرقة كيرت كوبين. هي الأغنية الختامية لألبوم الإستديو الثاني للفرقة نيفرمايند